# عريس من إسطنبول (فلم)
عريس من إسطنبول هو فيلم كوميدي رومانسي مصري انتج عام 1941، وقصة وسيناريو وحوار وإخراج يوسف وهبي ومن بطولة يوسف وهبي وراقية إبراهيم وبشارة واكيم.
قصة الفيلم مأخوذة عن زواج فيغارو

## قصة الفيلم
يطلب الجد فاروق باشا من حفيده محسن أن يتزوج من ابنة عمه سميرة التي تعيش في مصر وإلا حرمه من الميراث، فيقبل محسن على مضض ويأتي إلى مصر بصحبة عمه الذي يشجعه على الزواج وإلا ضاع الميراث، وحين تعلم الفتاة بهذه الزيجة ترفضها حيث أنها لم ترى محسن من قبل، فتوصي الخادمة حكمت بانتحال شخصيتها لتختبر هذا العريس الاسطانبولي، ويفعل محسن نفس الشيء، إذ يتبادل هو وسائقه راشد الأدوار، وتحدث المواقف الهزلية الضاحكة والملابسات من اختلاط الشخصيات ويتعرف السائق المزيف على الخادمة المزيفة ليتحابا، بينما يقابل عم العريس زوجة أخيه المتوفى فيقع في غرامها أيضًا، وأخيرًا يعشق السائق الحقيقي راشد الخادمة الحقيقية حكمت. وفي النهاية يصل الجد لتتكشف كل الحقائق ويصر على تنفيذ شرطه وإلا حرم الجميع من الميراث فيوافق الجميع ليحدث هذا الزواج الجماعي: السائق من الخادمة، والعم من زوجة أخيه المتوفى، وابن خال العروس يتزوج من اخت العريس والعريس الاسطانبولي من العروسة المصرية.

## فريق العمل
إخراج وتأليف: يوسف وهبي. وموسيقى فريد الأطرش.
إنتاج: نحّاس فيلم.
بطولة:
- يوسف وهبي (محسن ارطغرل)
- راقية إبراهيم (سميرة ارطغرل)
- بشارة واكيم (قاووق باشا ارطغرل)
- محمود المليجي (الاوسطى راشد)
- لطيفة نظمي (حكمت)
- مختار عثمان (عبد اللطيف ارطغرل)
- فاخر فاخر (طاهر ارطغرل)
- لطفي الحكيم (الاستاذ البراطيشي)
- حسين ابراهيم (السيدة بدوية)

## وصلات خارجية
- مقالات تستعمل روابط فنية بلا صلة مع ويكي بيانات
- عريس من إستانبول من موقع سينما دوت كوم